# 프란시스쿠 콘세이상
프란시스쿠 페르난드스 다 콘세이상(포르투갈어: Francisco Fernandes da Conceição, 2002년 12월 14일 ~ )은 포르투갈의 프로 축구 선수로, 현재 세리에 A의 유벤투스와 포르투갈 국가대표팀에서 윙어로 활약하고 있다.
포르투의 유소년 팀을 거쳐 2021년 1군으로 승격된 콘세이상은 2022년 국내 2관왕인 프리메이라리가와 타사 드 포르투갈 우승을 차지했다. 2022년 7월, 그는 에레디비시의 아약스로 이적한 뒤 2023년 9월, 초기 1년 임대 계약으로 포르투로 돌아왔고, 시즌 종료 후 영구 계약이 되었다.
콘세이상은 전 포르투갈 청소년 국가대표로 다양한 청소년 수준에서 자국을 대표하며 2021년 UEFA U-21 축구 선수권 대회에서 준우승을 차지한 21세 이하 팀의 일원이다. 그는 2024년 시니어 국제 무대에 데뷔했다.

## 구단 경력

### 초기 경력
콘세이상은 코임브라에서 태어났다. 그는 형제 모이세스와 호드리구도 그곳에서 축구를 하기 시작했고, 2011년 8살의 나이로 스포르팅의 아카데미로 옮겨 클럽에서 6시즌을 보냈다. 그의 아버지 세르지우가 포르투의 감독이 되면서, 그는 그들의 아카데미에 합류했고, 그 후 그들의 팜팀 파드로엔스로 임대되었고, 2018년 포르투의 유소년 팀에 완전히 합류했다.

### 포르투
2020년 8월, 콘세이상은 2023년까지 구단과 첫 프로 계약을 맺었고, 2020-21 리가 포르투갈 2 시즌 바르징과의 경기에서 프로 데뷔 전을 치렀다. 2021년 1월 15일, 그의 아버지는 1-1로 끝난 오타비우를 대신하여 벤피카와의 포르투 리그 경기에 콘세이상을 불렀다. 그는 2021년 2월 13일, 2-2로 비긴 보아비스타와의 더비 경기에서 포르투갈 1군 데뷔 전을 치렀고, 나흘 후, 그는 UEFA 챔피언스리그 경기에 출전한 두 번째 최연소 포르투 선수가 되었고, 2020-21 시즌 16강전에서 유벤투스를 상대로 2-1 승리를 거두는 마지막 순간에 나왔다. 이달 말, 그는 1군으로 완전히 승격되었다.
2021-22 시즌, 콘세이상은 총 33경기에 출전하여 포르투가 리그와 컵 더블을 달성하였고, 선발 출전은 리그 1경기를 포함하여 4경기에 그쳤다. 그는 3골을 기여하였는데, 그는 타사 데 포르투갈 4라운드에서 페이렌스를 상대로 페널티킥을 성공시켜 5-1 승리를 거두었고, 1월 8일, 그의 첫 리그 골은 파비우 카르도주를 상대로 경기 시작 2분 만에 이스토릴에서 3-2 승리를 거두어 그의 아버지를 열광케 하였다.

## 국가대표팀 경력
콘세이상은 포르투갈 U-16, U-17, U-18 수준으로 대표되어 총 15번의 경기에 출전하여 3골을 기록했다. 2021년 3월, 그는 2021년 UEFA U-21 축구 선수권 대회 대회에 참가하여 크로아티아에서 열린 25경기에서 U-21 국가대표팀으로 첫 출전했다. 그는 결승전에서 독일에 1-0으로 패한 후 포르투갈이 준우승을 차지하는 데 도움을 주었다. 2023년 6월, 콘세이상은 2023년 UEFA U-21 축구 선수권 대회에 참가했다.  포르투갈은 7월 2일, 8강전에서 잉글랜드에 1-0으로 패한 후 토너먼트에서 탈락했다.
2024년 3월 15일, 콘세이상은 스웨덴과 슬로베니아와의 친선 경기를 위해 로베르토 마르티네스 감독에 의해 성인 국가대표팀에 차출되었다. 그는 3월 26일, 2-0으로 패한 후자와의 친선 경기에서 데뷔했다.
2024년 5월 21일, 그는 UEFA 유로 2024에 참가할 26인 명단에 포함되었다. 6월 18일, 그는 90분에 벤치에서 나와 포르투갈 국가대표팀 첫 골을 넣었고, 2분 후에 체코와의 개막전에서 2-1 승리를 거두었다. 그의 아버지 세르지우는 거의 정확히 24년 전인 2000년 6월 20일, UEFA 유로 2000에서 독일을 상대로 해트트릭을 기록했고, 이로써 그들은 UEFA 유로 1996과 2020에서 각각 골을 넣은 이탈리아의 엔리코와 페데리코 키에사에 이어 두 번째로 유럽 선수권 대회에서 골을 넣은 아버지와 아들 두 명이 되었다.

## 사생활
코임브라에서 태어난 콘세이상은 전 포르투갈 축구 국가대표팀 선수이자 전 FC 포르투 감독인 세르지우 콘세이상의 넷째 아들로, 그의 형인 세르지우 콘세이상와 호드리구 또한 프로 축구 선수이다.